# Zavadivka, Korsun-Șevcenkivskîi
Zavadivka (în ucraineană Завадівка) este o comună în raionul Korsun-Șevcenkivskîi, regiunea Cerkasî, Ucraina, formată numai din satul de reședință.

## Demografie
Componența lingvistică a comunei Zavadivka
     Ucraineană (98,59%)
     Rusă (1,41%)
Conform recensământului din 2001, majoritatea populației comunei Zavadivka era vorbitoare de ucraineană (98,59%), existând în minoritate și vorbitori de rusă (1,41%).

## Legături externe
- pl Zawadówka 2.) în Dicționarul geografic al Regatului Poloniei și al altor țări slave, volum XIV (Worowo — Żyżyn) 1895